# Quintenic
Quintenic is een gemeente in het Franse departement Côtes-d'Armor (regio Bretagne) en telt 292 inwoners (2005). De plaats maakt deel uit van het arrondissement Saint-Brieuc.

## Geografie
De oppervlakte van Quintenic bedraagt 7,5 km², de bevolkingsdichtheid is 38,9 inwoners per km².
De onderstaande kaart toont de ligging van Quintenic met de belangrijkste infrastructuur en aangrenzende gemeenten.

## Demografie
Onderstaande figuur toont het verloop van het inwonertal (bron: INSEE-tellingen).

1. ↑  Populations de référence 2022.